# جرمن اسکارونه
جرمن اسکارونه (ایتالیایی: Germán Scarone؛ زادهٔ ۲۷ فوریهٔ ۱۹۷۵) بازیکن بسکتبال اهل ایتالیا-آرژانتین است.
از باشگاه‌هایی که در آن بازی کرده‌است می‌توان به یونیورسو ترویزو اشاره کرد.
وی در مسابقات کشوری و بین‌المللی در مجموع برندهٔ ۱ مدال طلا، ۱ مدال نقره شده‌است.